# Rheinwaldhorn
O  Rheinwaldhorn (literalmente "Corno da floresta do Reno), em italiano Adula,  é um cume com 3 402m de altitude nos Alpes Lepontinos ao mesmo tempo no cantão do Ticino e no  Cantão dos Grisões, na Suíça.
O Rheinwaldhorn é o ponto culminante dos Alpes da Adula, a parte oriental dos Alpes Lepontinos, a leste do col du Saint-Gothard.
Esta montanha encontra-se na linha de separação das águas do Mar Adriático e do Mar do Norte.